# 마르쿠스 코르넬리우스 니그리누스 쿠리아티우스 마테르누스
마르쿠스 코르넬리우스 니그리누스 쿠리아티우스 마테르누스(Marcus Cornelius Nigrinus Curiatius Maternus)는 도미티아누스 집권기 로마의 원로원 의원이자 장군이다. 그는 서기 83년 9월에서 10월까지의 눈디니움 기간 루키우스 칼벤티우스 섹스티우스 카르미니우스 베투스를 동료 집정관으로 둔 보좌 집정관이었다. 일부 전문가들은 그를 네르바 황제의 후계자 자리를 두고 트라야누스와 경쟁 상대였다고 고려하며, 그는 주로 비문으로 알려져 있다.
그의 여러 가지 이름은 많은 해석들을 불러 일으켰다. 집정관 연대에서 사용된 그의 이름 형태 (M. Cornelius Nigrinus)를 근거로 한 것은 그가 코르넬리우스 씨족에서 태어났고 쿠리아티우스 마테르누스 (타키투스의 '대화' 속 연설가)에게 입양되었다는 것이지만, Olli Salomies는 "이름의 순서가 이것을 완전히 불가능하게 만들었다"라고 주석을 남겼다. 로널드 사임은 "쿠라티우스를 입양한 코르넬리우스 출신인 것 같지는 않고 (어떤 사람들이 부주의하게 추측한 바와 같이, 그 반대는 더더욱 아니며), 쿠라티우스 출신의 자손일 것 같다. 그 쿠라티우스 출신은 연설가이자, 극작가, 타키투스의 '대화' 속에 중심 인물인 쿠라티우스 마테르누스의 자매로 추정된다."라고 주장했다. 몇몇 권위자들은 이 쿠라티우스가 타키투스의 단편 작품 속 연설가와 같은 사람으로 보기도 한다.

## 생애
마테르누스는 기사 계급 출신으로 태어났으며, 그의 고향은 히스파니아의 릴리아였고, 그곳에서 그를 기념하는 발견되었다. 기사 계급이었을 때, 마테르누스는 당시 브리타니아에 주둔하던 게미나 제14군단의 트리부누스 밀리툼으로 복무했다. 그는 네 명의 황제 해 당시에 보인 충성심으로 베스파시아누스가 전직 법무관 자격으로 그를 로마 원로원에 선출시켰다.
그는 서기 80년부터 최소한 83년 후반까지 갈리아 아퀴타니아 총독으로 복무했으며, 세네키오 멤미우스 아페르가 총독으로 있었던 시기인 94년까지 갈리아 아퀴타니아의 또 다른 총독에 관한 기록은 존재하지 않는다. 그는 이후에 모이시아의 총독으로 85년부터 모이시아가 모이시아 인페리오르와 모이시아 수페리오르로 나뉘어질 때까지 있었다. 그 뒤에 그는 89년까지 모이시아 인페리오르의 총독이었다. 그는 분명히 도미티아누스의 다키아 전쟁에 참여되었는데, 이 기간에 총독으로서 활약으로 마테르누스는 성벽관 두 개와 캠프관 두 개를 포함한 다수의 군 관련 훈장인 '도나 밀리타리아'를 수여받았다.
마테르누스가 95년에 시리아 속주 관리를 맡기까지 수 년이 걸렸고, 그는 네르바 시기 때도 직책을 유지하였다.

## 마테르누스와 네르바
소플리니우스가 친구인 콰드라투스에게 보낸 서신에서, 네르바 황제의 짧은 집권기 동안 한 일화를 이야기하던 플리니우스는 제국의 동방 영토에서 대규모 병력을 맡은 한 사내에 대해서 언급하는데, 그에 대해서 많은 소문들이 있었고 일부는 우려를 야기하였다. 이 자는 시리아 속주의 총독이었고 흔히 추측되며 게다가, 시기 때문에, 그 자는 네르바의 후계자 자리를 두고 트라야누스와 경쟁 상대였다고 보통 가정된다.
이 신원 미상의 사람은 90년대에 시리아의 총독으로 알려진 가이우스 옥타비우스 티디우스 토시아누스 야볼레누스 프리스쿠스로 생각된다. 그렇지만 Berriman 외 다른 이들은 "군인보다는 법률가이자 트라야누스의 자문단원으로 알려진 야볼레누스 프리스쿠스는 황제 자리에 도전할 생각은 거의 없었고 하물며 그는 향후에 트라야누스의 지지를 유지했을 것"으로 생각한다. 좀 더 최근에는 얼푈지 게저와 헬무트 할프만 등은 그는 마테르누스를 플리니우스가 콰드라투스에게 보낸 편지에서 암시했을 가능성이 있는 인물로 제시했다. 110년에 보좌 집정관이던 아울루스 라르키우스 프리스쿠스의 경력 속 이례적인 부분은 마테르누스의 정체를 입증한다. 아시아 속주의 재무관으로 지냈고 그 뒤에 시리아 속주에 배치된 스키티카 제4군단의 트리부누스 밀리투스였던 당시에 프리스쿠스는 시리아 총독으로 임명되었다. 시리아는 중요한 속주였고, 이 지역의 업무는 일반적으로 과거에 집정관을 지낸 고위급 원로원 의원에게 맡겨졌다. 이와 같은 임명은 이전 총독에게 무언가가 일어난 긴급 상황에서만 이뤄질 수 있었다. 트라야누스가 권좌에 앉았다면 어느 트라야누스의 경쟁자가 되었든 최소한 제국 내 지위에서 제거를 당했을 것이며, 심했을 경우 처형당했을 수도 있다. 그의 운명이 어떻게 되었든, 서기 97년 이후로 마테르누스에 관한 기록은 남아있지 않다.